# Władysław Olszyn
Władysław Antoni Olszyn, właśc. Władysław Antoni Tęcza (ur. 10 maja 1910 w Bochni, zm. 22 kwietnia 1976 w Krakowie) – polski aktor teatralny i filmowy, urzędnik, wykładowca akademicki, z wykształcenia matematyk.

## Życiorys
Urodził się w rodzinie Jana i Wandy z Wrześniewskich. W 1933 roku ukończył gimnazjum w Krakowie. W trakcie nauki, w latach 1928–1930, pracował w wydziale komunikacji krakowskiego magistratu. W latach 1933–1937 studiował matematykę na Uniwersytecie Jagiellońskim (dyplom otrzymał w 1945 roku). Był członkiem Towarzystwa Uniwersytetu Robotniczego. W latach przedwojennym występował w robotniczych amatorskich zespołach teatralnych.
Podczas II wojny światowej pracował w krakowskim obserwatorium astronomicznym. Po zakończeniu walk objął stanowisko dyrektora Teatru Kameralnego TUR (1945–1946), a następnie występował w Teatrach Dramatycznych w Krakowie (1946–1974). W 1950 roku zdał eksternistyczny egzamin aktorski. W 1953 roku zadebiutował w filmie. W latach 1954–1957 był członkiem zespołu Starego Teatru w Krakowie. Wystąpił również w spektaklach Teatru Telewizji: Teatr Klary Gazul (1963) i  Przed zachodem słońca (1974).
W latach 1949–1975 wykładał na krakowskiej Państwowej Wyższej Szkole Teatralnej – początkowo zagadnienia marksizmu-leninizmu, a następnie grę aktorską i mówienie prozą. Na uczelni tej pełnił funkcję wicedyrektora (1950–1953), a następnie prorektora (1953–1963).
Był dwukrotnie żonaty: od 1939 roku z Bronisławą Rypeść (zm. 1959), od ok. 1964 roku z aktorką Barbarą Bosak.

## Filmografia
- Pościg (1953) – Hajdukiewicz, przywódca sabotażystów
- Warszawska syrena (1956)
- Nikodem Dyzma (1956) – członek rządu
- Deszczowy lipiec (1957)
- Kalosze szczęścia (1958) – prezes emigracyjnej Rady Jedności Narodowej w Londynie

## Ordery i odznaczenia
- Złoty Krzyż Zasługi (22 lipca 1952)[2]
- Medal 10-lecia Polski Ludowej (28 stycznia 1955)[3]